# Listen, the Snow is Falling
Listen, the Snow is Falling è un brano musicale dell'artista giapponese Yōko Ono, pubblicato su singolo nel 1971 dalla Plastic Ono Band come B-side del 45 giri Happy Xmas (War Is Over) di John Lennon.

## Il brano
Nel novembre 1968 Ono aveva composto e registrato una versione preliminare di Listen, the Snow Is Falling intitolata Snow Is Falling All the Time come parte del medley Song for John durante le sessioni dell'album Unfinished Music No.2 - Life with the Lions. Song for John non fu inclusa nella versione originale di Life with the Lions ma venne alla fine inserita come bonus track nella ristampa in versione CD dell'album.
Listen, the Snow Is Falling fu inserita come bonus track nella ristampa in CD del 2007 di Wedding Album.
A proposito della canzone, Yoko Ono disse:
«La prima canzone pop — se la si può definire così — che io abbia mai scritto è stata Listen, the Snow Is Falling.  La scrissi prima che [Lennon e io] ci mettessimo insieme. Poi, quando ci siamo messi insieme, l'ho trasformata in una vera canzone pop. Quando vedi l'originale, non riesci a capire perché fosse una canzone pop».

### Registrazione
Listen, the Snow Is Falling venne incisa il 30 ottobre 1971, durante le sessioni di registrazione di Happy Xmas (Was Is Over). Ono è la voce solista, mentre Lennon e Hugh McCracken suonano le chitarre, Klaus Voormann suona il basso, Nicky Hopkins l'organo e Jim Keltner la batteria e le campane da slitta. Le sedute furono intense. Ci furono difficoltà con il tempo di esecuzione, perché inizialmente la band suonò il pezzo troppo veloce e rock, cosa che Yoko Ono non voleva. Inoltre Ono era in disaccordo con alcuni riff suonati da McCracken e Voormann nella traccia. E lei criticò anche il modo di suonare di Hopkins, volendo che lui suonasse come se "la neve si stesse sciogliendo dalla punta delle sue dita." Alla fine la registrazione finale risultò serena, nonostante la tensione in studio.

### Musica e testo
La canzone comincia con il rumore del vento che soffia e di persone che camminano sulla neve. Il testo parla della neve che cade in posti reali, come Trafalgar Square, Empire State Building, Tokio, Parigi e Dallas, ma anche "tra la tua testa e la mia mente", una metafora dell'amore tra Ono e Lennon. Alcuni strumenti suonano una melodia discendente, che i docenti di musica Ben Urish e Ken Bielen considerano "invocare il suono della neve che cade", mentre una chitarra suona un dolce riff ascendente. La traccia termina con il ritorno degli effetti sonori del vento e della gente che cammina sulla neve, mentre Ono sussurra: «listen!» ("ascolta!").
Il giornalista musicale Peter Doggett descrisse la voce della Ono in Listen, the Snow is Falling come "fragile" e "gentile".

## Tracce singolo
7" Single (Apple R-5970)
1. Happy Xmas (War Is Over) (John Lennon & Yoko Ono) - 3:34
2. Listen the Snow is Falling (Yoko Ono) - 4:49

## Formazione
- Yoko Ono – voce solista
- John Lennon – chitarra
- Hugh McCracken – chitarra
- Klaus Voormann – basso
- Nicky Hopkins – organo
- Jim Keltner – batteria, campane da slitta

## Cover
- Nel 1990 i Galaxie 500 reinterpretarono Listen, the Snow is Falling nel loro album This Is Our Music, con la bassista Naomi Yang alla voce.[8]
- Nel 2009 Thea Gilmore reinterpretò il pezzo nel suo album Strange Communion.[9]